# Conférence des gouvernements cantonaux
Pour les articles homonymes, voir KDK.

Logo de la CdC.

La Conférence des gouvernements cantonaux (CdC), en allemand Konferenz der Kantonsregierungen (KdK), est une conférence intercantonale qui vise à coordonner l'action des gouvernements cantonaux. 

## Histoire
La Conférence des gouvernements cantonaux est créée le 8 octobre 1993 à Berne sous la forme d'un « organe consultatif et d'orientation, au sein duquel les présidents des gouvernements cantonaux et les chefs des départements discutent et s'informent des thèmes qui leur tiennent à cœur ». 
Originellement dirigée par l'ancien conseiller d'État du canton de Zurich Eric Honegger, elle est basée à Soleure jusqu'au début de l'année 2003 où elle déménage à Berne, dans la Maison des cantons[réf. souhaitée].

## Objectifs
Selon son site internet, la Conférence « a pour but de favoriser la collaboration entre les cantons dans leurs domaines de compétence propres et d'assurer, dans les affaires fédérales touchant les cantons, la coordination et l'information essentielles des cantons ». Elle joue également un rôle de coordination entre la Confédération et les cantons sur des dossiers concernant directement ou indirectement le fédéralisme.
De fait, elle agit au niveau fédéral au nom des cantons suisses, empiétant ainsi, selon le conseiller national Ulrich Schlüer, sur les prérogatives et le rôle du Conseil des États. Le politologue Pascal Sciarini estime également en 2023 que la CdC vient « concurrencer le Conseil des États dans la fonction d'articulation des intérêts des cantons vis-à-vis de la Confédération » et qu'elle « reste la seule instance qui représente explicitement les intérêts transversaux des cantons ». 

## Organisation
La Conférence est dirigée par une assemblée plénière qui se réunit quatre fois par année et dans laquelle chacun des 26 cantons suisses est représenté par un membre de son gouvernement. Les décisions prises par l'assemblée sont préparées par un Bureau composé d'une dizaine de représentants des gouvernements cantonaux et dirigés par le président de la Conférence; le Bureau est assisté d'un secrétariat qui emploie une vingtaine de personnes. Ces organes sont définis dans une Convention signée à la fondation de la Conférence.
La CdC dispose d'un représentant à la Mission suisse auprès de l'UE.